# Губіни
Губіни (пол. Gubiny, нім. Gubin) — село в Польщі, у гміні Рогужно Грудзьондзького повіту Куявсько-Поморського воєводства.
Населення — 382 особи (2011).
У 1975-1998 роках село належало до Торунського воєводства.

## Демографія
Демографічна структура станом на 31 березня 2011 року:
|          | Загалом | Допрацездатний вік | Працездатний вік | Постпрацездатний вік |
| -------- | ------- | ------------------ | ---------------- | -------------------- |
| Чоловіки | 195     | 44                 | 136              | 15                   |
| Жінки    | 187     | 49                 | 114              | 24                   |
| Разом    | 382     | 93                 | 250              | 39                   |